# Józef Kwiatkowski
Józef Kwiatkowski (lit. Juzef Kvetkovskij; * 25. März 1939  in Janonys, Rajongemeinde Šalčininkai) ist ein litauischer Politiker polnischer Herkunft.

## Leben
Nach dem Abitur 1957 an der Mittelschule Verseka studierte er am Lehrerinstitut Naujoji Vilnia.  1964 absolvierte er das Diplomstudium der Geschichte in Leningrad und wurde Lehrer. Danach arbeitete er in Nemenčinė und als Direktor der Jugendschule der Rajongemeinde Vilnius, Lehrer in Sudervė.
Von 2000 bis 2012 war er Mitglied im Stadtrat  Vilnius bei Lietuvos lenkų rinkimų akcija. Seit 2012 ist er Mitglied im Seimas.